# 平野信行
平野 信行（ひらの のぶゆき、1951年〈昭和26年〉10月26日 - ）は、日本の実業家。株式会社三菱UFJ銀行特別顧問、日米経済協議会会長、一般社団法人日本経済団体連合会副会長、一般財団法人三菱みらい育成財団理事長。岐阜県各務原市出身。

## 経歴
京都大学法学部を卒業後、1974年に三菱銀行（現・三菱UFJ銀行）に入行。国際派としてブリュッセルやニューヨークへの駐在、国内では企画、総務、融資審査などを経験した。2012年に代表取締役頭取に就任。
2013年に三菱UFJフィナンシャル・グループ代表取締役社長に就任。2016年に三菱東京UFJ銀行（現・三菱UFJ銀行）代表取締役会長に就任。2019年に三菱UFJフィナンシャル・グループ執行役会長に就任。同年10月に三菱みらい育成財団を設立、理事長に就任。2021年に三菱UFJ銀行特別顧問に就任。
父は、元岐阜県各務原市長(6期24年)の、平野喜八郎。

## 人物
京都大学法学部在学中は司法試験に挑戦した。
早くから将来の頭取候補と目されており、2012年頭取に昇任。この人事は順当なものであると報じられる。

## 履歴

### 学歴・職歴
- 1974年（昭和49年）3月 - 京都大学法学部卒業[7]。
- 1974年（昭和49年）4月 - 株式会社三菱銀行（現・株式会社三菱UFJ銀行）入行 大手町支店所属[7]。
- 1983年（昭和58年） - モルガン・スタンレー赴任[8]。
- 1984年（昭和59年）10月 - 欧州三菱銀行出向[7]。
- 1996年（平成8年）4月 - 株式会社東京三菱銀行（現・株式会社三菱UFJ銀行）ニューヨーク支店副支店長[7]。
- 1996年（平成8年）4月 - 東京三菱銀行信託会社出向[7]。
- 1998年（平成10年）5月 - 株式会社東京三菱銀行（現・株式会社三菱UFJ銀行）米州企画部部長[9]。
- 2000年（平成12年）7月 - 株式会社東京三菱銀行（現・株式会社三菱UFJ銀行）米州本部米州企画室室長[9]。
- 2001年（平成13年）6月 - 株式会社東京三菱銀行（現・株式会社三菱UFJ銀行）執行役員 営業第一本部営業第二部部長[9]。
- 2004年（平成16年）5月 - 株式会社東京三菱銀行（現・株式会社三菱UFJ銀行）執行役員 総合企画室室長[9]。
- 2004年（平成16年）7月 - 株式会社三菱東京フィナンシャル・グループ（現・株式会社三菱UFJフィナンシャル・グループ）執行役員 経営政策部部付部長[9]。
- 2005年（平成17年）5月 - 株式会社東京三菱銀行（現・株式会社三菱UFJ銀行）常務執行役員 コーポレートセンター担当兼総合企画室室長[9]。
- 2005年（平成17年）6月 - 株式会社三菱東京フィナンシャル・グループ（現・株式会社三菱UFJフィナンシャル・グループ）取締役[10]。
- 2005年（平成17年）6月 - 株式会社東京三菱銀行（現・株式会社三菱UFJ銀行）代表取締役常務 コーポレートセンター担当兼総合企画室室長[11]。
- 2006年（平成18年）1月 - 株式会社三菱東京UFJ銀行（現・株式会社三菱UFJ銀行）代表取締役常務 総務部、企画部、広報部担当[12]。
- 2007年（平成19年）4月 - 株式会社三菱東京UFJ銀行（現・株式会社三菱UFJ銀行）代表取締役常務 総務部、企画部、広報部、お客さまご相談部担当[13]。
- 2008年（平成20年）10月 - 株式会社三菱東京UFJ銀行（現・株式会社三菱UFJ銀行）代表取締役専務 総務部、企画部、広報部、お客さまご相談部担当[14]。
- 2009年（平成21年）2月 - 株式会社三菱UFJフィナンシャル・グループ取締役 アライアンス戦略PT担当[14]。
- 2009年（平成21年）3月 - モルガン・スタンレー非常勤取締役[15]。
- 2009年（平成21年）4月 - 株式会社三菱東京UFJ銀行（現・株式会社三菱UFJ銀行）代表取締役専務 総務部、企画部、広報部、CSR推進部担当[14]。
- 2009年（平成21年）5月 - 株式会社三菱東京UFJ銀行（現・株式会社三菱UFJ銀行）代表取締役専務[14]。
- 2009年（平成21年）6月 - 株式会社三菱UFJフィナンシャル・グループ常務執行役員 アライアンス戦略室担当[16]。
- 2009年（平成21年）6月 - 株式会社三菱東京UFJ銀行（現・株式会社三菱UFJ銀行）代表取締役副頭取[14]。
- 2010年（平成22年）6月 - 株式会社三菱UFJフィナンシャル・グループ取締役 アライアンス戦略室担当[17]。
- 2010年（平成22年）10月 - 株式会社三菱UFJフィナンシャル・グループ取締役副社長 業務全般総括兼アライアンス戦略室担当[18]。
- 2012年（平成24年）4月 - 株式会社三菱東京UFJ銀行（現・株式会社三菱UFJ銀行）代表取締役頭取[19]。
- 2012年（平成24年）4月 - 株式会社三菱UFJフィナンシャル・グループ取締役 アライアンス戦略室担当[20]。
- 2012年（平成24年）4月 - 株式会社三菱UFJフィナンシャル・グループ取締役[21]。
- 2013年（平成25年）4月 - 株式会社三菱UFJフィナンシャル・グループ代表取締役社長[22]。
- 2014年（平成26年）4月 - 一般社団法人全国銀行協会会長[23]。
- 2015年（平成27年）6月 - 株式会社三菱UFJフィナンシャル・グループ取締役兼代表執行役社長兼CEO[24]。
- 2015年（平成27年）11月 - モルガン・スタンレー非常勤取締役[25]。
- 2016年（平成28年）4月 - 株式会社三菱東京UFJ銀行（現・株式会社三菱UFJ銀行）代表取締役会長[26]。
- 2017年（平成29年）6月 - 一般社団法人全国銀行協会会長[27]。
- 2017年（平成29年）11月 - 日米経済協議会会長（現任）[28]。
- 2018年（平成30年）6月 - トヨタ自動車株式会社社外監査役（現任）[29]。
- 2019年（平成31年）4月 - 株式会社三菱UFJフィナンシャル・グループ取締役兼執行役会長[30]。
- 2019年（令和元年）5月 - 一般社団法人日本経済団体連合会副会長（現任）[31]。
- 2019年（令和元年）10月 - 一般財団法人三菱みらい育成財団設立 理事長（現任）[32]。
- 2021年（令和3年）4月 - 株式会社三菱UFJ銀行特別顧問（現任）[33]。
- 2021年（令和3年）4月 - 株式会社三菱UFJフィナンシャル・グループ取締役[33]。
- 2021年（令和3年）6月 - 株式会社三菱UFJフィナンシャル・グループ取締役退任。

## 現職
- 株式会社三菱UFJ銀行特別顧問
- 公益財団法人経団連国際教育交流財団理事[34]
- 公益財団法人永守財団理事[35]
- 特定非営利活動法人アイ・エス・エル理事[36]
- 東京岐阜県人会理事[2]
- 公益財団法人東急財団評議員[37]
- 公益財団法人柳井正財団評議員[38]
- 公益財団法人国際金融情報センター評議員[39]
- 公益財団法人国際通貨研究所評議員[40]